# تسویوشی تانیکاوا
تسویوشی تانیکاوا (انگلیسی: Tsuyoshi Tanikawa؛ زادهٔ ۲۵ آوریل ۱۹۸۰) بازیکن فوتبال اهل ژاپن است.
از باشگاه‌هایی که در آن بازی کرده‌است می‌توان به باشگاه فوتبال شیمیزو اس-پالس اشاره کرد.